# 吕仙亭街道
吕仙亭街道，位于湖南省岳阳市岳阳楼区，1984年5月成立。街道办事处驻岳阳楼区竹荫街岳港大院。

## 沿革
- 1956年，设岳阳县城关镇城南办事处
- 1960年，设岳阳市（县级）南区
- 1962年，撤市并县改为城关镇城南街道
- 1975年，恢复岳阳市建制，更名南区区公所
- 1984年5月，更名吕仙亭街道，属岳阳市南区
- 1984年，设解放路街道，辖原北区观音阁、邓家湾、茶巷子、南岳坡4个社区和原南区油榨岭、金家岭、梅溪桥3个社区，属岳阳市南区。
- 1995年，街道改属岳阳楼区。此时街道面积2.1平方千米，人口2.7万人，办事处驻洞庭南路，辖先锋路、芋头田、羊街、吕仙亭、鄢家冲、南津港、湖滨、白水村、韩家湾、磨子山等10个社区。解放路街道面积0.3平方千米，人口1.9万人，办事处驻观音阁。
- 2001年9月13日，撤销解放路街道，并入吕仙亭街道。
- 2004年9月，增设龟山社区
- 2005年12月，增设岳港社区。

## 行政区划
吕仙亭街道辖9个社区。
- 梅溪桥社区、芋头田社区、慈氏塔社区、鄢家冲社区、吕仙亭社区、观音阁社区、三角线社区、岳港社区、龟山社区